# David Batanero
David Batanero Puigbó (Sallent de Llobregat, Barcelona, 27 de septiembre de 1988), más conocido futbolísticamente como David Batanero, es un futbolista español que juega como centrocampista en el C. F. Badalona de la Tercera Federación.

## Trayectoria
Nacido en Barcelona, Cataluña, terminó su formación juvenil con el C. F. Damm. En 2007 se enroló en el R. C. D. Espanyol, siendo inicialmente asignado al filial de Segunda División B; sin embargo, no pudo debutar con el club, y fue cedido durante dos temporadas consecutivas en las filas del C. D. Blanes y C. F. Igualada de Tercera División.
En 2009, después de acabar su contrato con el club perico, firmó con el Torrellano Illice C. F. de Tercera División. En enero de 2010 volvería a Cataluña para jugar en la U. D. A. Gramenet B.
En la campaña 2010-11 fichó por el C. E. Sallent de la Primera Catalana. Después jugaría en las filas de la U. E. Rubí y del Palamós C. F.
El 17 de abril de 2013 acordó su rescisión de contrato con el Palamós y regresó al Sallent. El 14 de junio aceptó un contrato de dos años con el Terrassa F. C. de Tercera División.
El 1 de julio de 2015 firmó un contrato de un año con el C. E. Sabadell F. C. para jugar en Segunda División B. El siguiente 20 de junio, su contrato se renovó automáticamente para la siguiente temporada, pero sufrió una lesión en la rodilla que lo mantuvo fuera de la primera mitad de la temporada 2016-17.
El 29 de marzo de 2017 se marcharía al extranjero por primera vez en su carrera para firmar un contrato de dos años con el club sueco del GIF Sundsvall. Hizo su debut profesional el 22 de julio de 2017, en un empate 2-2 como visitante contra el Halmstads BK en la Allsvenskan. El GIF Sundsvall, acostumbrado a sufrir por salvarse, finalizó la temporada 2018 en la octava posición de la Allsvenskan.
En 2019, tras dos temporadas jugando en la Allsvenskan, no pudo evitar el descenso a la Superettan tras finalizar en penúltima posición de la competición. Tras el descenso, acabó su contrato con el conjunto sueco.
En enero de 2020 se hizo oficial su incorporación al Mjällby AIF, teniendo así la oportunidad de continuar jugando en la Allsvenskan. Tras completar la temporada regresó al fútbol español después de firmar con la U. D. Ibiza.
Tras su paso por las Islas Baleares regresó al fútbol catalán. En octubre de 2021 firmó con el C. E. Manresa, donde estuvo hasta el mes de enero del año siguiente para marcharse a la A. E. Prat. Allí completó la temporada, y para la 2022-23 se incorporó a la U. D. Montijo. De cara a la siguiente fichó por el C. F. Badalona.

## Clubes
| Club                    | País   | Año       |
| ----------------------- | ------ | --------- |
| R. C. D. Espanyol "B"   | España | 2007-2009 |
| C. D. Blanes (cedido)   | España | 2007-2008 |
| C. F. Igualada (cedido) | España | 2008-2009 |
| Torrellano-Íllice C. F. | España | 2009-2010 |
| U. D. A. Gramenet "B"   | España | 2010      |
| C. E. Sallent           | España | 2010-2011 |
| U. E. Rubí              | España | 2011-2012 |
| Palamós C. F.           | España | 2012-2013 |
| C. E. Sallent           | España | 2013      |
| Terrassa F. C.          | España | 2013-2015 |
| C. E. Sabadell F. C.    | España | 2015-2017 |
| GIF Sundsvall           | Suecia | 2017-2019 |
| Mjällby AIF             | Suecia | 2020      |
| U. D. Ibiza             | España | 2021      |
| C. E. Manresa           | España | 2021-2022 |
| A. E. Prat              | España | 2022      |
| U. D. Montijo           | España | 2022-2023 |
| C. F. Badalona          | España | 2023-     |